# Kyrkfolk i båt
Kyrkfolk i båt är en oljemålning från 1909 av den svenske konstnären Carl Wilhelmson (1866–1928). Den förvärvades 1914 av  Nationalmuseum i Stockholm.
Wilhelmson hämtade sina motiv främst från sin egen hembygd i Bohuslän. Hans ljusstarka bilder skildrar det karga bohuslänska klipplandskapet och den strävsamma fiskarbefolkningen med allvar och värdighet. Denna målning visar roddbåtar som lägger ut från kyrkplan i Fiskebäckskil för att föra kyrkfolket över till samhället efter söndagsgudstjänsten. Den speciella måleritekniken och den klara, lysande färgskalan tyder på intryck från Wilhelmsons tid i Frankrike och konstnärer som Paul Gauguin och Georges Seurat.